# Piotr Soczyński
Piotr Aleksander Soczyński (ur. 18 stycznia 1967 w Łodzi) – polski piłkarz, grający na pozycji obrońcy, wielokrotny reprezentant Polski. Trener piłkarski.

## Życiorys
W 1977 mając dziewięć lat zapisał się do trampkarzy ŁKS Łódź. Występował jako środkowy pomocnik następnie jako defensywny pomocnik, a potem jako środkowy obrońca. W wieku dwudziestu lat przeniósł się do Olimpii Poznań i podpisał dwuletni kontrakt.
W reprezentacji Polski debiutował 7 lutego 1989 w San José w wygranym meczu z reprezentacją Kostaryki (2:4).
W 1990 pojechał na testy do Anglii. W Coventry i Arsenalu występował po dwa tygodnie. Do transferu nie doszło ponieważ, mając za mało meczów w reprezentacji, nie dostał pozwolenia na pracę. Został sprzedany przez komendanta poznańskiej policji generała Knoffa do Fenerbahçe SK. Po kontuzji łąkotki wrócił do Polski, gdzie występował w drugoligowej Olimpii. Po awansie do pierwszej ligi z Olimpią przeniósł się do tureckiego klubu Vanspor.
Jeden mecz zagrał w trzecioligowym Intrat Wałcz, a następnie przeniósł się do Grodziska. 
Pół roku grał w Pogoni Świebodzin. Karierę piłkarza zakończył w czwartoligowej Olimpii. W 2008 grał w drugiej drużynie Sokoła Aleksandrów Łódzki.
Pracuje jako trener juniorów w Sokole Aleksandrów Łódzki.